# Bendis camptogramma
Bendis camptogramma là một loài bướm đêm trong họ Noctuidae.